# Alberto Federico Acosta
Alberto Federico Acosta, conhecido no mundo do futebol como Beto Acosta (Arocena, 23 de agosto de 1966), é um antigo jogador de futebol argentino que jogava na posição de avançado.

## Carreira
Fez o seu primeiro jogo a nível profissional pelo Unión Santa Fe em 1986. Em 1988 transferiu-se para o San Lorenzo, o clube que iria representar por quatro vezes na sua carreira.
Jogou igualmente pelo Boca Juniors na Argentina, o Toulouse FC em França, o Universidad Católica no Chile, o Yokohama F. Marinos no Japão e o Sporting Clube de Portugal em Portugal. Foi uma das chaves do Sporting para chegar ao título na época de 1999-2000, o qual escapava há 17 anos, sendo ainda recordado e acarinhado pelos adeptos portugueses.
Ficou conhecido essencialmente por ser o melhor marcador da América do Sul na época de 1994-1995, marcando um total de 33 golos.

## Vida fora dos gramados
Actualmente Acosta trabalha como treinador da equipa da quarta divisão argentina, o Fénix.
É conhecido na sua terra natal, como "El Gordito 21", porque apresenta habitualmente um peso cerca de 21 kg acima do recomendável. Adora "Fast Food", e não dispensa um belo cachorro com batata frita ao pequeno-almoço.
Numa consulta de rotina para jogar futebol, foi aos 44 anos, diagnósticado com tumor na tiróide. De momento encontra-se em tratamento.

## Títulos
Acosta foi o melhor marcador por diversas vezes em diferentes competições, ganhou títulos quer nacionais quer internacionais.
- 1992 San Lorenzo – 12 golos
- 1992 Taça das Confederações
- 1993 Copa América
- 1994 Universidad Católica – Jogador do Ano
- 1994 Universidad Católica – Melhor Marcador com 33 golos
- 1994 Universidad Católica – Melhor Marcador da América do Sul com 33 golos
- 1995 Universidad Católica – Vencedor da Taça do Chile
- 1995 Universidad Católica – Taça do Chile – Melhor Marcador com 10 golos
- 1997 Universidad Católica – Campeão
- 1999-2000 Sporting Clube de Portugal – Campeão
- 2001 San Lorenzo – Copa Mercosul – Campeão
- 2002 San Lorenzo – Copa Sulamericana – Campeão